# Liza Koshy
Elizabeth Shaila Koshy (* 31. března 1996 Houston) je americká herečka, televizní hostitelka, komička a youtuberka. Svou kariéru zahájila na aplikaci Vine v roce 2013, než si založila svůj YouTube kanál.
Mezi její herecké role patřil Aday Walker v hororovém komediálním filmu Tylera Perryho Boo! Madea Halloween (2016) a Escape the Night (2017). Během let 2016 až 2017 hrála roli Violet Adams v dramatickém seriálu Zrůdno na televizním kanále Hulu. Od roku 2018 produkuje a zároveň hraje hlavní roli v seriálu Liza on Demand na YouTube Premium. Během let 2018 a 2019 moderovala show Double Dare na kanále Nickelodeon. Za své účinková v show získala nominaci na cenu Emmy. V roce 2020 si zahrála v netflixovém filmu Mákni!.
Koshy hlavní kanál na YouTube odebírá více než 17,5 milionů odběratelů a její dva kanály mají celkem více než 2,8 miliardy zhlédnutí. Získala čtyři ceny Streamy Awards, čtyři ceny Teen Choice Awards a cenu Kids' Choice Awards. V letech 2019 byla zařazena do seznamu magazínu Forbes 30 under 30 a seznamu magazínu Time 25 nejvlivnějších lidí na internetu.

## Životopis
Koshy se narodila a vyrostla ve městě Houston v Texasu. Její otec je Ind a její matka má německé kořeny. Její rodiče jsou Jose Koshy, manažer ropné společnosti a Jean Carol (rodným jménem Hertzler), instruktorka jógy. Má dvě starší sestry Oliviu a Rahel. Od mateřské školy do 5. třídy byla zařazena do dvoujazyčného vzdělávacího a kulturního programu, kde se naučila mluvit španělsky. V roce 2014 poté, co dokončila studium na střední škole Lamar High School v Houstonu, se Koshy zapsala na University of Houston a začala studovat obchodní marketing. V roce 2015 Koshy opustila vysokou školu a přestěhovala se do Los Angeles, aby se věnovala své kariéře.

## Kariéra

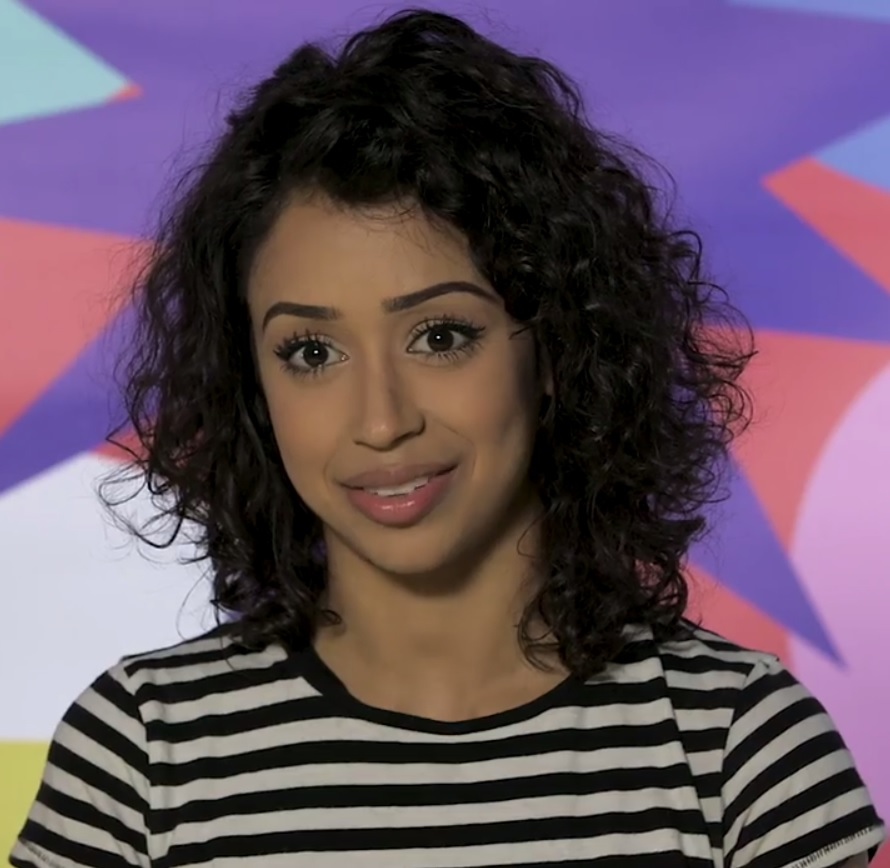
Liza Koshy v roce 2017

### Sociální média
Koshy začala zveřejňovat vtipná videa na platformě Vine v roce 2013 pod přezdívkou „Lizzza“. Když Vine skončil v roce 2017, Koshy měla přes 7 milionů sledujících. Od roku 2016 se Koshy také proslavila na platformě YouTube. V listopadu 2016, těsně před volbami, provedla Koshy rozhovor s prezidentem Barackem Obamou na svém kanálu YouTube, aby podpořila registraci voličů. Její videa jsou plná vtipných obličejů a hlášek a jsou plná energie a pozitivity. V některých videích řeší vážné problémy jako je úzkost, tlak na zapadnutí a internetové trolly ale opět je to formou k zasmátí. Začátkem roku 2018 pozastavila přidávání nových videí na svůj hlavní YouTube kanál, protože se začala věnovat svému seriálu Liza on Demand, který měl premiéru 27. června 2018 a moderování pořadu Double Dare. V roce 2019 začala opět přidávat videa na YouTube a dne 25. září 2019 vyšla 2. řada jejího seriálu Liza on Demand.
V roce 2017 se Koshy stala nejrychlejší osobou, která dosáhla 10 miliónů odběratelů. Od října 2019 měl její hlavní YouTube kanál přes 17 milionů odběratelů a více než 2 miliardy zhlédnutí. Videa na jejím hlavním kanálu mají v průměru skoro 15 milionů zhlédnutí. Její druhý YouTube kanál má více než 8 milionů odběratelů a její dva kanály mají dohromady více než 2,5 miliardy zhlédnutí. Na Instagramu má 18,5 milionů sledujících, více než 26,5 milionů na TikTok (dříve Musical.ly), více než 2,9 milionu na Facebooku a více než 2,8 milionu na Twitteru. Do roku 2017 byla její celková penetrace sociálních médií přibližně 45 milionů sledujících, teď už je to mnohem víc. Magazín Time jmenoval Koshy na svém seznamu 25 nejvlivnějších lidí na internetu 2019.

### Herectví
V roce 2016 Koshy hrála v hororovém seriálu Zrůdno vysílaném na Hulu. Ve stejném roce si také zahrála postavu Aday Walker v hororovém komediálním filmu Boo! Madea Halloween a postavu princeznu Aubrey v komediálním filmu FML. V roce 2017 si zahrála vedlejší roli průzkumnice v seriálu YouTube Premium Escape the Night.
Koshy produkuje a zároveň hraje v seriálu Liza on Demand, který měl premiéru v červnu roku 2018. V seriálu hraje hlavní roli Lizy, která pracuje na tom, aby se stala „elitní taskerkou“ v aplikaci Task It, kde si ji ostatní objednávají na plnění různých úkolů a prací. Recenzent pro Los Angeles Times napsal: „První epizoda ... není špatná. Přesto je to také obyčejné a trochu ztuhlé.… Ale druhá ... ta je lepší ... a Koshy předvádí dobrý efekt, rozesmálo mě to.“ Druhá řada měla premiéru v září roku 2019. Alexis Gunderson z magazínu Paste v roce 2019 napsal: „Liza on Demand je opravdu vynikající komedie.“ V listopadu 2018 Koshy dabovala postavu sovy v krátkometrážním animovaném filmu Crow: The Legend, který napsal a režíroval Eric Darnell. Film měl premiéru na YouTube kanálu Liza Koshy Too a Oculus VR dne 15. listopadu 2018. V roce 2019 se vrátila do pořadu Escape the Night. Koshy v létě 2019 natočila taneční komedii Mákni!, která měla premiéru v srpnu roku 2020. Mimo ni si ve filmu zahráli Sabrina Carpenter, Keiynan Lonsdale a Jordan Fisher. Film je produkován Aliciou Keys.
V roce 2019 se také objevila ve videoklipu písničky „Woke up late“ skupiny Drax Project. V únoru roku 2020 se objevila ve videoklipu písničky „Relationship“ zpěváka Anthony Ramose.

### Ostatní aktivity
Koshy hostila živou před-show předávání Zlatý glóbusů v roce 2017 , které na Twitteru sledovalo 2,7 milionu živých diváků – rekord pro média. Hostovala také pořad Every single step a byla „jediným sociálním bavičem, který byl zvolen na propagaci ceny MTV Movie Awards 2016“. Byla jedním z moderátorů pořadu Total Request Live na MTV (2017–2019) a pracovala jako producent a vývojář obsahu pro stanici MTV. Koshy byla první „digitální hvězdou“, která byla oslovena pro webovou sérii časopisu Vogue „73 otázek“. Koshy také dělala rozhovory s osobnostmi účastnícími se Met Gala 2018 a 2019 jménem magazínu Vogue.
Koshy spolupracuje s The Giving Keys, klenotnickou společností, která zaměstnává a podporuje bezdomovce, na kolekci náhrdelníků. Její online reklamy na Beats Electronics přitahují čtyřikrát více diváků než jiné celebrity.

## Osobní život

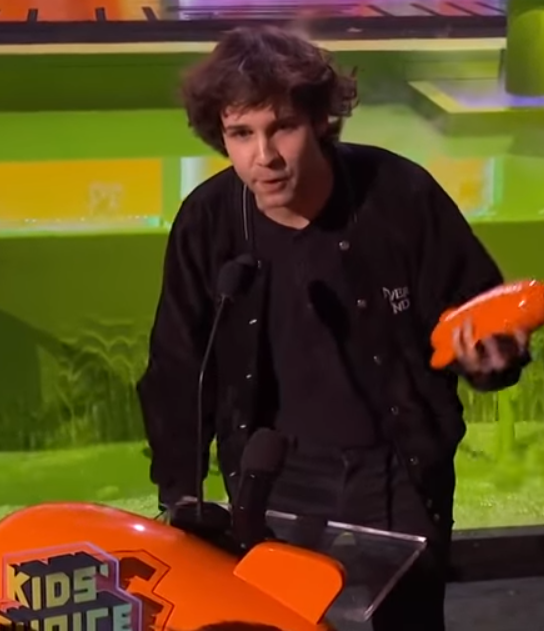
Dobrik 2019

Od konce roku 2015 až do ledna 2018 chodila Koshy s youtuberem (narozeným ve slovenských Košicích) Davidem Dobrikem, jejich rozchod oznámili až v červnu 2018.
V roce 2019 si Koshy na Halloween pořídila dlouho chtěného společníka pro život. Pořídila si fenečku, kterou pojmenovala Phoebe. Inspirovala se u herečky Lisy Kudrow ze seriálu Přátelé, jako Phoebe Buffay (Bufetová).

## Filmografie

### Film
| Rok  | Název                  | Role             | Poznámky            |
| ---- | ---------------------- | ---------------- | ------------------- |
| 2016 | FML                    | princezna Aubrey |                     |
| 2016 | Boo! A Madea Halloween | Aday             |                     |
| 2016 | Jingle Ballin'         | Liza             |                     |
| 2017 | Crow: The Legend       | Sova (hlas)      | krátkometrážní film |
| 2020 | Mákni!                 | Jasmine Hale     |                     |

### Televize
| Rok        | Název                            | Role                  | Poznámky                                       |
| ---------- | -------------------------------- | --------------------- | ---------------------------------------------- |
| 2016       | Making a Scene with James Franco | Samu sebe             |                                                |
| 2016–2017  | Zrůdno                           | Violet Adams          | hlavní role, 20 dílů                           |
| 2017–2019  | Escape the Night                 | Průzkumnice           | 12 dílů                                        |
| 2017       | Total Request Live               | Samu sebe/moderátorka |                                                |
| 2017       | Ellen's Show Me More Show        | Samu sebe             | 1 díl                                          |
| 2018–dosud | Liza on Demand                   | Liza Hertzler         | hlavní role, také tvůrce a výkonná producentka |
| 2018–2019  | Double Dare                      | Samu sebe/moderátorka |                                                |
| 2019       | To Tell the Truth                | Samu sebe             | soutěžící (1. řada)                            |
| 2020       | All That                         | Samu sebe             |                                                |
| 2020       | Nickelodeon's Unfiltered         | Samu sebe             | díl: „Corgi Rock Party!“                       |

### Videoklipy
| Rok  | Název skladby  | Umělec         |
| ---- | -------------- | -------------- |
| 2019 | „Woke Up Late“ | Drax Project   |
| 2020 | „Relationship“ | Anthony Ramose |